# Taysir Batniji
Taysir Batniji (Gaza, 1966) es un artista francés de origen palestino que reside en París.

## Trayectoria
Taysir Batniji nació en Gaza en 1966, unos meses antes de la Guerra de los Seis Días. Allí vivió hasta los años noventa. Estudió en la Escuela de Bellas Artes de Nablus, en Cisjordania. Se trasladó a Nápoles en 1993 y luego a la escuela de Bourges en 1994, antes de instalarse en París.Obtuvo la nacionalidad francesa en 2012. Está representado por las galerías Éric Dupont (París)y Sfeir-Semler (Beirut y Hamburgo).
Inicialmente pintor, Taysir Batniji diversificó su arte practicando la instalación, el vídeo y la escultura.
Una cuarentena de sus obras creadas entre 1997 y 2021 fueron expuestas en 2022 en el MAC/VAL de Vitry-sur-Seine.
En 2023, presenta su exposición fotográfica Home Away From Home en la galería Le Bleu du Ciel (Lyon) donde recorre la historia de sus primos palestinos que emigraron a Estados Unidos.
En junio de 2023 participa en la exposición Lo que Palestina trae al mundo en el Instituto del Mundo Árabe.
El 10 de junio participó en una mesa redonda sobre el tema Qué puede hacer el arte en Palestina con Majd Abdel Hamid, artista visual, May Murad, pintora, y Marion Slitine, antropóloga e investigadora.

## Exposiciones individuales
- Rejilla y bifurcaciones, Pavillon Carré de Baudouin, París, del 1 de junio al 21 de octubre de 2023[9][10]
- Un hogar lejos del hogar, Le Bleu du Ciel, Lyon, del 16 de diciembre de 2022 al 4 de marzo de 2023[11]
- Algunos fragmentos arrancados del vacío cada vez más profundo, Macval, Vitry-sur-Seine, del 19 de mayo de 2021 al 9 de enero de 2022[12]
- El mundo no ha llegado, Galerie Éric Dupont, París, de diciembre de 2011 al 21 de enero de 2012[13]